# Свищ Ярослав Степанович
Яросла́в Степа́нович Сви́щ (* 1981) — український спортсмен і тренер

## Життєпис
Народився 23-го вересня 1981 року в селі Романів Перемишлянського району Львівської області. Після дев'ятого класу в 1997—1999 рр. навчався у Львівському училищі фізичної культури (відділення легкої атлетики). Отримавши атестат про середню освіту, 1999 року вступив у Львівський державний інститут фізичної культури, який успішно закінчив 2004 року.
У 2001—2005 рр. — член збірної команди України з легкої атлетики. У 2003 році виконав норматив і отримав звання Майстер спорту України з легкої атлетики.
У 2005—2008 рр. навчався в аспірантурі Львівського державного університету фізичної культури імені Івана Боберського. 2011 року захистив кандидатську дисертацію на тему «Розвиток швидкісно-силових якостей легкоатлетів-спринтерів із застосуванням штучної гіпоксії». У 2012 році отримав науковий ступінь — кандидат наук з фізичного виховання і спорту, а в 2013 році — вчене звання — доцент.
Працював тренером-викладачем комплексної ДЮСШ «Колос» (2001—2004), викладачем (2004—2005, 2008—2011), старшим викладачем (2011—2013), доцентом (2013—2017), завідувачем (2017—2024) кафедри легкої атлетики Львівського державного університету фізичної культури імені Івана Боберського.
Голова профкому Львівського державного університету фізичної культури імені Івана Боберського (від 2015).
Старший тренер збірної команди Львівської області з легкої атлетики (від 2011), член виконкому Федерації легкої атлетики Львівської області (від 2011), віцепрезидент Федерації легкої атлетики Львівської області (2015—2019), президент Федерації легкої атлетики Львівської області (від 2019), член ради Федерації легкої атлетики України (від 2021). Суддя з легкої атлетики Національної категорії (2019).
Автор близько 100 наукових і навчально-методичних праць, з яких одне авторське свідоцтво, одна монографія, три навчальні посібники, шість методичних посібників (рекомендацій), дев'ять наукових статей у міжнародних наукометричних базах Scopus та Web of Sience. Напрямки наукових досліджень: розвиток швидкісно-силових якостей легкоатлетів-спринтерів з використанням штучної гіпоксії, застосування самоконтролю для визначення функціонального стану кваліфікованих легкоатлетів у тренувальному процесі, оптимізація фізичної та технічної підготовки у швидкісно-силових видах легкої атлетики.
Відзнаки та нагороди: Подяки Національного олімпійського комітету України (2011, 2016), Почесна відзнака Федерації легкої атлетики України (2016), Подяка голови Львівської обласної державної адміністрації (2018), Заслужений працівник фізичної культури і спорту (2018), Почесна грамота Кабінету міністрів (2020), Подяка Міністерства освіти і науки України (2022), Подяка Федерації легкої атлетики України (2023).
Від 19-го січня 2024 року — ректор Львівського державного університету фізичної культури імені Івана Боберського.

## Звання
- Кандидат наук з фізичного виховання і спорту (2012), доцент (2013)
- Майстер спорту України з легкої атлетики (2003)
- Заслужений працівник фізичної культури і спорту України (2018)
- Член ради Федерації легкої атлетики України (від 2021)
- Президент Федерації легкої атлетики Львівської області (від 2019)